# Sân vận động Raymond James
Sân vận động Raymond James (tiếng Anh: Raymond James Stadium), còn được gọi là "Ray Jay", là một sân vận động đa năng nằm ở Tampa, Florida. Đây là sân nhà của Tampa Bay Buccaneers của National Football League (NFL) cũng như đội bóng bầu dục South Florida Bulls của NCAA và Tampa Bay Vipers của XFL. Sân vận động có sức chứa 65.618 chỗ ngồi. Với việc bổ sung chỗ ngồi tạm thời, sân có thể được mở rộng lên 75.000 người cho các sự kiện đặc biệt.
Sân vận động tổ chức trận đấu Outback Bowl (từ năm 1999) và Gasparilla Bowl hàng năm (từ năm 2018). Sân vận động đã được chọn để tổ chức Trận đấu vô địch ACC vào năm 2008 và 2009, cũng như College Football Playoff National Championship vào năm 2017. Sân vận động Raymond James đã tổ chức Super Bowl XXXV, XLIII và LV — nơi Bucs trở thành đội đầu tiên trong lịch sử NFL thi đấu và giành chức vô địch Super Bowl được tổ chức trên chính sân nhà của đội. Vào tháng 4 năm 2021, sân dự kiến sẽ tổ chức WrestleMania 37.